# Otto Kruger

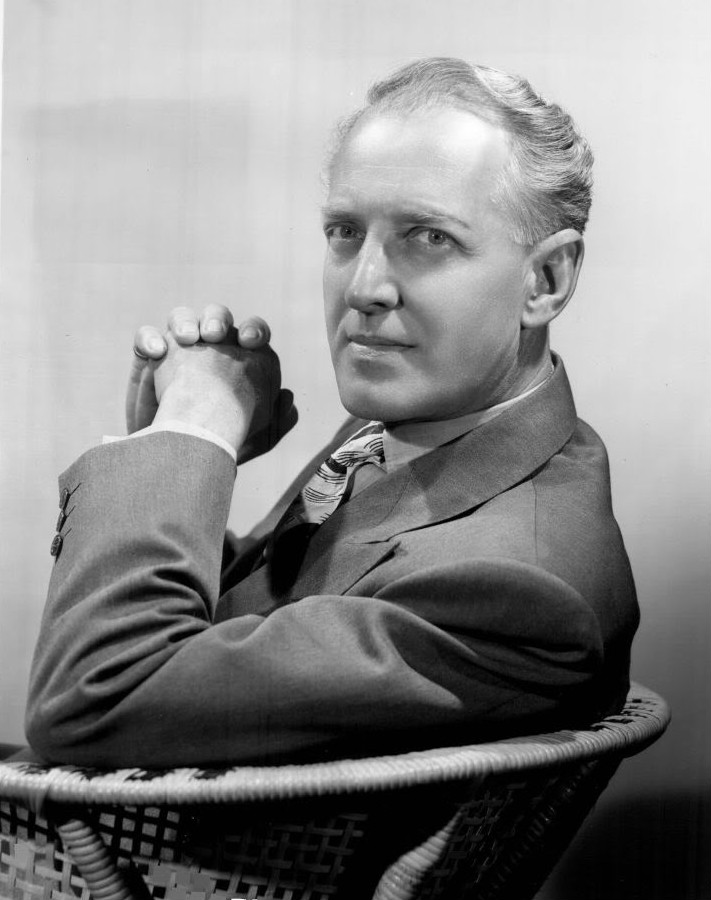
Otto Kruger 1955.

Otto Kruger, född 6 september 1885 i Toledo i Ohio, död 6 september 1974 i Woodland Hills i Los Angeles, var en amerikansk skådespelare. Han medverkade i över 100 filmer och TV-serier och har en stjärna på Hollywood Walk of Fame. Kruger medverkade även i ett flertal produktioner på Broadway från 1910-talet fram till 1949. Han var släkt med Paul Kruger.

## Filmografi i urval
- 1933 – Skönhet till salu
- 1934 – Det underbara äventyret
- 1934 – Det geniala brottet
- 1934 – Skattkammarön
- 1934 – Män i vitt
- 1938 – Jag är lagen
- 1939 – Gäckande skuggan kommer tillbaka
- 1940 – Reuter meddelar
- 1940 – Doktor Ehrlich
- 1942 – Sabotör
- 1944 – Omslagsflickan
- 1944 – Mord, min älskling!
- 1947 – Duell i solen
- 1952 – Sheriffen
- 1954 – En läkares samvete
- 1962 – Bröderna Grimms underbara värld
- 1964 – Sexig som synden
- 1964 – Della